# Мысин, Александр Павлович
Александр Павлович Мысин (1920—1989) — советский офицер, участник Великой Отечественной войны, командир 1-й стрелковой роты 231-го гвардейского стрелкового полка 75-й гвардейской стрелковой дивизии 30-го стрелкового корпуса 60-й армии Центрального фронта, гвардии старший лейтенант, Герой Советского Союза (1943), позднее гвардии подполковник.

## Биография
Родился 20 июня 1920 года в городе Александровск-Грушевский, ныне город Шахты Ростовской области, в семье рабочего. Русский.
Окончил педагогический техникум, работал заместителем директора школы.
В Красной Армии с 1939 года. В 1941 году окончил Сталинградское военно-политическое училище. На фронте с июня 1941 года. Несколько раз был ранен.
Гвардии старший лейтенант Мысин А. П. особо отличился при форсировании реки Днепр севернее Киева, в боях при захвате и удержании плацдарма в районе сёл Глебовка и Ясногородка (Вышгородский район Киевской области) на правом берегу Днепра осенью 1943 года. В представлении к награждению командир 231-го гвардейского стрелкового полка гвардии подполковник Маковецкий Ф. Е. написал:

В ночь с 24 на 25 сентября 1943 года рота под его командованием первой в полку форсировала реку Днепр, очистила берег от противника, тем самым создала плацдарм для дальнейшего форсирования реки Днепр полком.

28.9.43 г. рота под командованием тов. Мысина отбила 3 яростных атаки превосходящих сил противника. 2-я атака, когда противник подошёл вплотную к боевым порядкам роты и стал забрасывать гранатами, рота оказалась в тяжёлом положении. В это время вперед выступил командир роты и со словами «Гвардейцы не отступают, смерть немецким оккупантам!» на врага полетели десятки гранат. Враг не выдержал и побежал, на поле боя осталось 40 вражеских трупов.
Указом Президиума Верховного Совета СССР от 17 октября 1943 года за успешное форсировании реки Днепр севернее Киева, прочное закрепление плацдарма на западном берегу реки Днепр и проявленные при этом мужество и геройство гвардии старшему лейтенанту Мысину Александру Павловичу присвоено звание Героя Советского Союза с вручением ордена Ленина и медали «Золотая Звезда».
Войну гвардии майор Мысин А. П. заканчивал в должности заместителя командира полка по строевой части 210-го гвардейского стрелкового Полоцкого полка 71-й гвардейской стрелковой дивизии. Командир полка гвардии подполковник Филатов так охарактеризовал Мысина.:

За небольшой период пребывания в части тов. Мысин своими боевыми делами и смелыми действиями завоевал себе большой авторитет.

В тяжёлых условиях боёв, 25 февраля 1945 года в районе населённого пункта Симонии Латвийской ССР, когда командир батальона и офицерский состав батальона в большинстве своём вышли из строя, а озверелый враг бросал по несколько раз в день массы своих танков и самоходок на боевые порядки батальона, тов. Мысин принял на себя командование батальоном и своими умелыми и решительными действиями успешно организовал и отразил до 6 ожесточённых контратак противника, не допустил последнего до наших боевых порядков.
А. П. Мысин был награждён орденом Отечественной войны I степени.
С 1946 года гвардии подполковник Мысин А. П. находился в запасе. Жил в городе Риге, Латвийская ССР, где до ухода на заслуженный отдых работал директором гостиницы «Даугава».
Умер 25 августа 1989 года. Похоронен на Гарнизонном кладбище в Риге.

## Награды
- Медаль «Золотая Звезда» № 1565 Героя Советского Союза (17 октября 1943);
- орден Ленина;
- два ордена Отечественной войны I степени;
- медали.